# Pernette du Guillet
Pernette du Guillet (ur. ok. 1520 w Lyonie, zm. 7 lipca 1545 tamże) – francuska poetka, przedstawicielka lyońskiej szkoły poezji (obok Louise Labé).
Urodziła się w rodzinie szlacheckiej, w 1538 wyszła za mąż za nieznanego z imienia szlachcica du Guilleta. Otrzymała solidne humanistyczne wykształcenie, znała język włoski i język hiszpański. Wcześniej jednym z jej nauczycieli był poeta Maurice Scève, który zakochał się w niej i poświęcił jej szereg utrzymanych w duchu petrarkizmu wierszy. Być może była również inspiracją dla jego tomu poezji miłosnych zatytułowanego Delia, przedmiot najwyższej cnoty.
Za sprawą znajomości ze Scève'em zaczęła również tworzyć, utrzymując kontakty z lyońską grupą poetów skupioną wokół Scève'a i Louise Labé. Pisała głównie sonety o tematyce miłosnej. Zmarła mając ok. 25 lat w czasie epidemii dżumy. Jej wiersze opublikował jej mąż pod zbiorczym tytułem Rymy.